# Ekornes
Ekornes AS er en norsk møbelproducent med hovedkvarter i Sykkylven i Møre og Romsdal. Virksomheden kendes for mærkerne Ekornes, Stressless, IMG og Svane. I 2023 omsatte de for over 3,166 mia. norske kroner. Koncernen, der også inkluderer møbelforretninger, har ca. 3.000 ansatte.

## Historie
J.E. Ekornes Fjærfabrikk blev etableret af Jens E. Ekornes i 1934. I begyndelsen producerede de fjedre til møbler og madrasser. Svanemadrassen blev lanceret i 1935. I 1960 blev der etableret et aktieselskab under navnet J.E. Ekornes Fabrikker AS. I 1967 ændre virksomheden navn til Svane Møbler AS. I 1979 skiftede virksomheden navn til Ekornes AS.